# Symphysodon enervis
Symphysodon enervis là một loài rêu trong họ Pterobryaceae. Loài này được Broth. & Paris mô tả khoa học đầu tiên năm 1911.